# Palacio de los Olvidados
Le Palacio de los Olvidados (Palais des Oubliés) est un musée, ouvert en 2014 et situé à Grenade, en Espagne.

## Collections
Le musée est dédié à l'Inquisition espagnole, à l'histoire juive et au patrimoine de Grenade et de l'Andalousie.

## Situation
Le bâtiment est situé dans l'Albaicín, un quartier déclaré patrimoine mondial par l'UNESCO en 1994 comme extension du complexe monumental de l'Alhambra et du Generalife,.
Le musée occupe la symbolique Casa-Palacio de Santa Inés (Palais-Maison de Sainte Agnès), un bâtiment restauré du XVIe siècle déclaré Bien de Interés Cultural (bien d'intérêt culturel).

## Description
Sur sa façade se trouve un blason non identifié, dont les caractéristiques suggèrent qu'il appartenait à un juif converti qui avait l'intention de montrer, par le biais de l'héraldique, son statut de pureza de sangre (pureté du sang),.